# Route 291 (Québec)
Pour les articles homonymes, voir Route 291.
La route 291 (R-291) est une route régionale québécoise d'orientation nord / sud située sur la rive sud du fleuve Saint-Laurent. Elle dessert la région administrative du Bas-Saint-Laurent.

## Tracé
La route 291 débute à Saint-Honoré-de-Témiscouata à la jonction de l'A-85 et se termine au centre-ville de Rivière-du-Loup à la jonction de la rue Lafontaine.

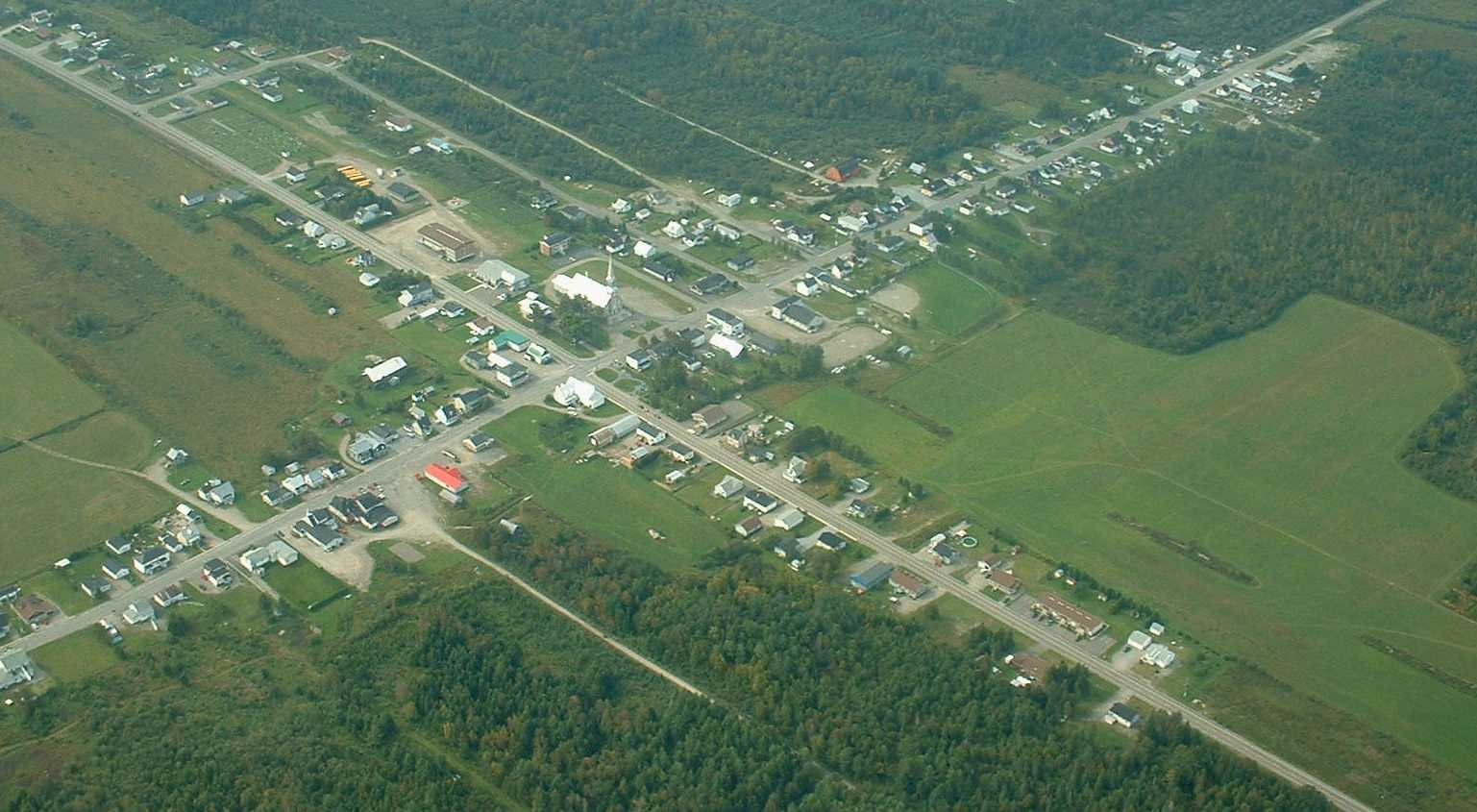
La route 291 traverse le village de Saint-Honoré-de-Témiscouata.
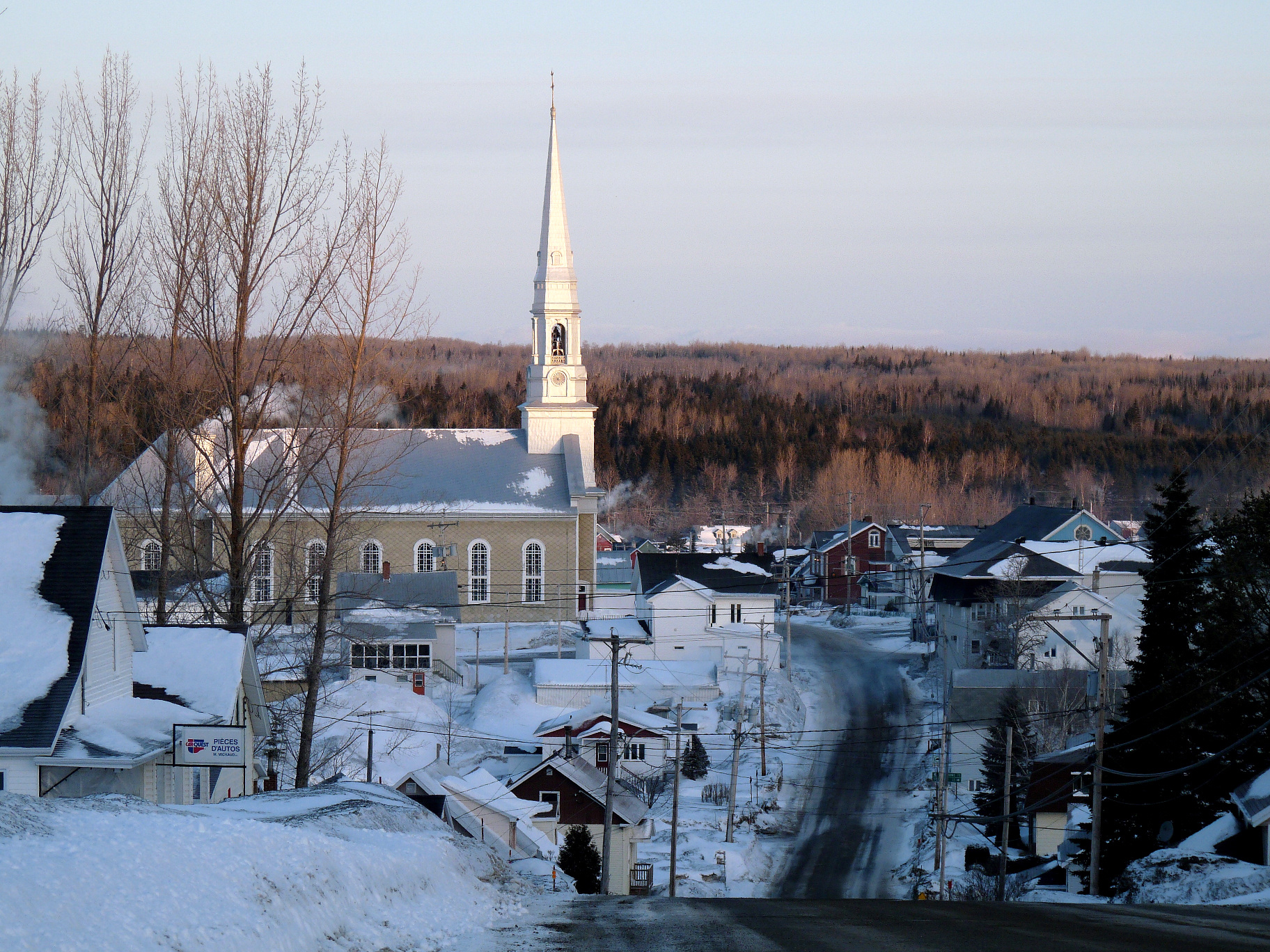
La rue Principale dans le village de Saint-Hubert-de-Rivière-du-Loup.
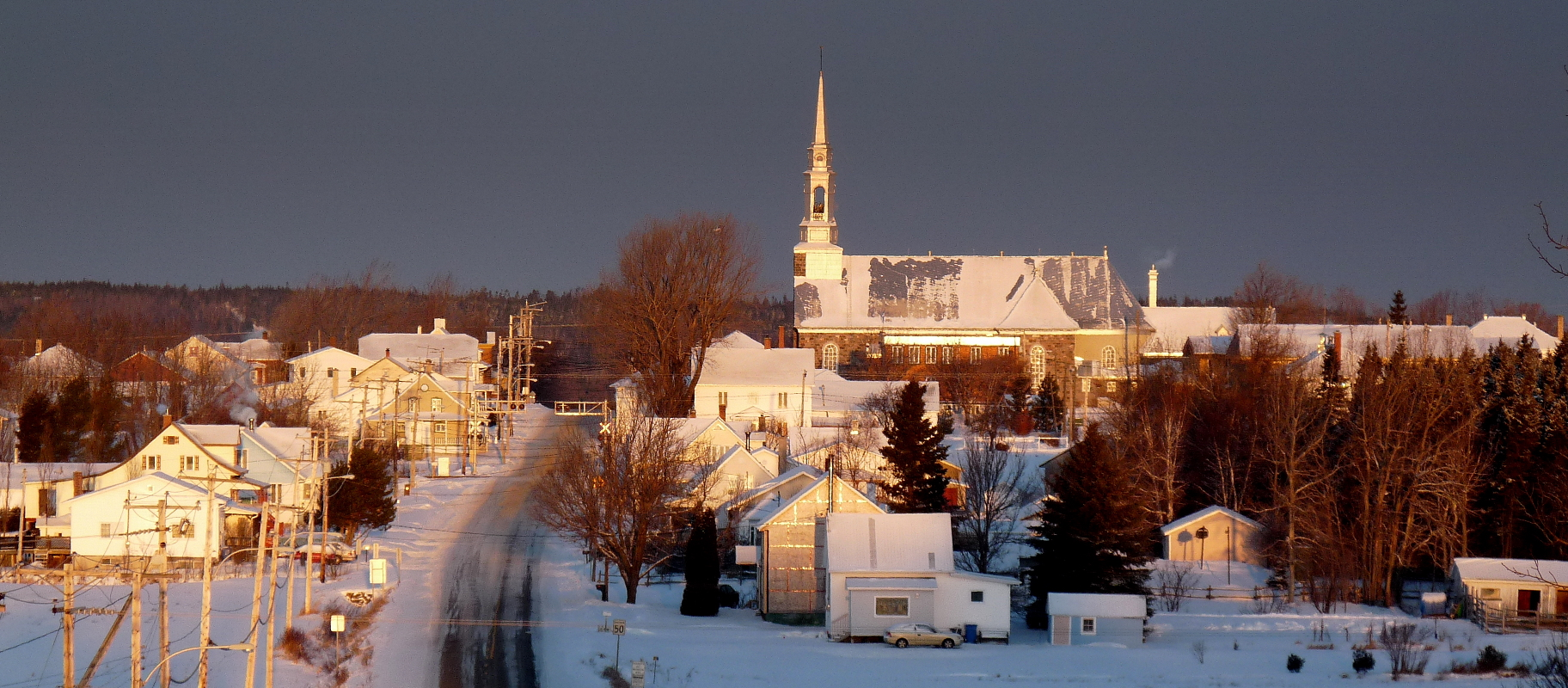
La rue de l'Église à Saint-Arsène.

## Localités traversées (du sud au nord)
Liste des municipalités dont le territoire est traversé par la route 291, regroupées par municipalité régionale de comté.

### Bas-Saint-Laurent
Témiscouata
- Saint-Honoré-de-Témiscouata

Rivière-du-Loup
- Saint-Hubert-de-Rivière-du-Loup
- Saint-François-Xavier-de-Viger
- Saint-Épiphane
- Saint-Arsène
- Cacouna
- Rivière-du-Loup

## Intersections majeures
| MRC                     | Municipalité                | km    | Destinations                              | Notes                                                                                |
| ----------------------- | --------------------------- | ----- | ----------------------------------------- | ------------------------------------------------------------------------------------ |
| Témiscouata             | Saint-Honoré-de-Témiscouata | 0,00  | A-85 – Nouveau-Brunswick, Rivière-du-Loup | Sortie 60 de l'A-85                                                                  |
| Rivière-du-Loup         | Cacouna                     | 46,30 | R-191 nord vers A-20 – Cacouna, Rimouski  | Terminus sud du multiplex avec la R-191; Rimouski indiqué en direction sud seulement |
| Rivière-du-Loup         | Rivière-du-Loup             | 51,10 | R-191 sud vers A-85 – Nouveau-Brunswick   | Terminus nord du multiplex avec la R-191                                             |
| Rivière-du-Loup         | Rivière-du-Loup             | 54,80 | Rue Lafontaine                            |                                                                                      |
| - Terminus de multiplex |                             |       |                                           |                                                                                      |